# Heartbreak Hotel (C. C. Catch-dal)
A Heartbreak Hotel című dal az első kislemez a német-holland C. C. Catch Welcome to the Heartbreak Hotel című, második albumáról. A dal a spanyol kislemezlista 3. helyéig jutott. Németországban a 8. helyen volt. A dalok szövegét és hangszerelését Dieter Bohlen végezte. Érdekesség, hogy a kislemez már Maxi CD Single változatban is megjelent.

## Tracklista
CD Maxi
Németországi kiadás (Hansa 658 405)
1. "Heartbreak Hotel" (Room 69 Mix) – 4:55
2. "You Shot a Hole in My Soul" (Maxi Version) – 5:14
3. "Heartbreak Hotel" (Instrumental) – 3:35
4. "Heartbreak Hotel" (Radio Version) – 3:34
5. "You Shot a Hole in My Soul" (7" Version) – 3:28

7" kislemez
Dániai kiadás (Mega MRCX 2171)
1. "Heartbreak Hotel" (Radio Version) – 3:34
2. "You Shot a Hole in My Soul" (7" Version) – 3:28

12" Maxi – Room 69 Mix
Németországi kiadás (Hansa 608 405)
1. "Heartbreak Hotel" (»Room 69-Mix«) – 4:55
2. "You Shot a Hole in My Soul" (Long Version) –	5:16
3. "Heartbreak Hotel" (Instrumental) – 3:35

## Slágerlista
| Slágerlista (1986) | Legmagasabb helyezés |
| ------------------ | -------------------- |
| Németország        | 8                    |
| Ausztria           | 22                   |
| Spanyolország      | 3                    |
| Svájc              | 13                   |
| Belgium            | 23                   |

## Külső hivatkozások
- Dalszöveg[8]
- Videóklip[9]